# 境港竹内工業団地

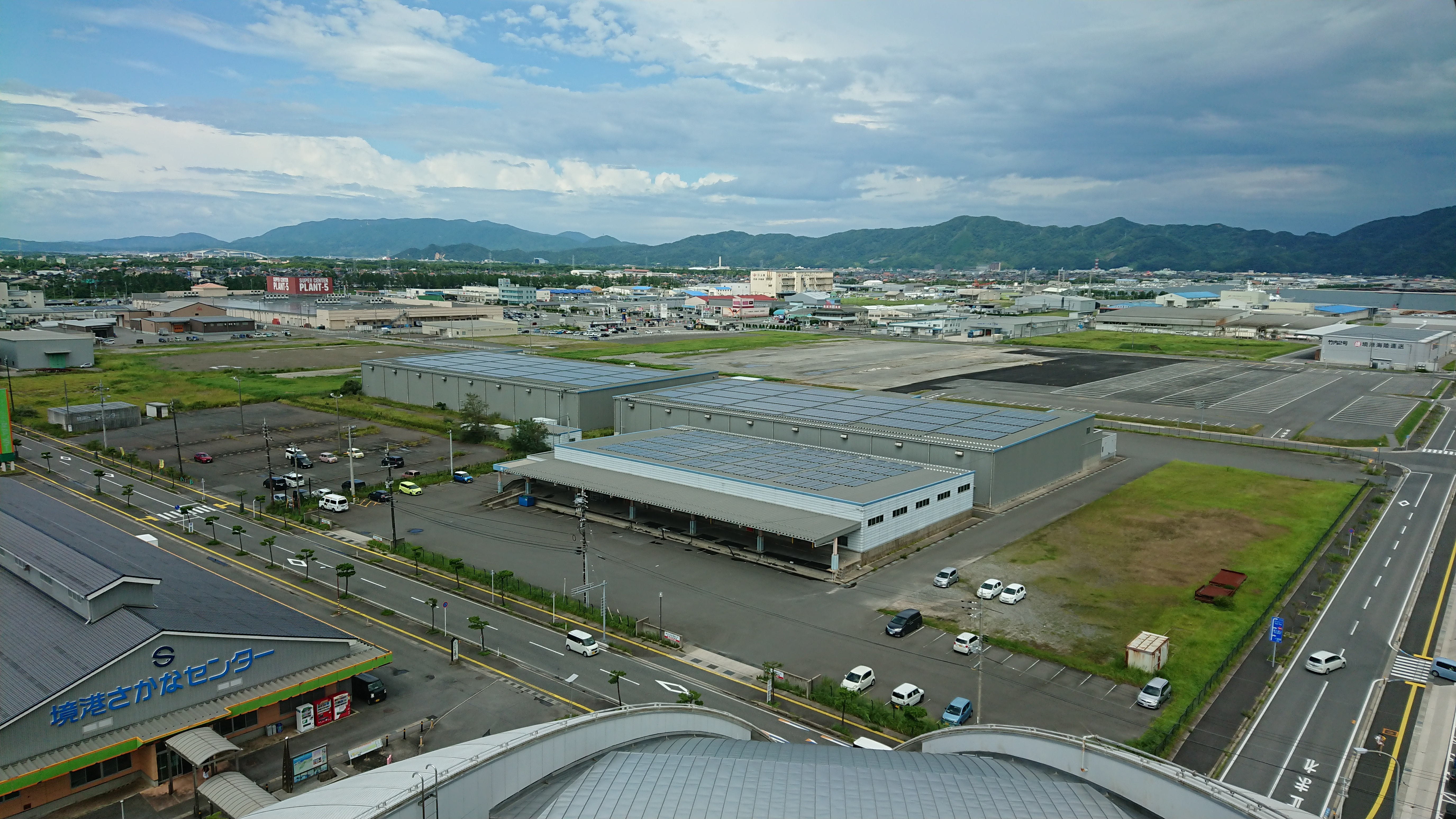
竹内団地

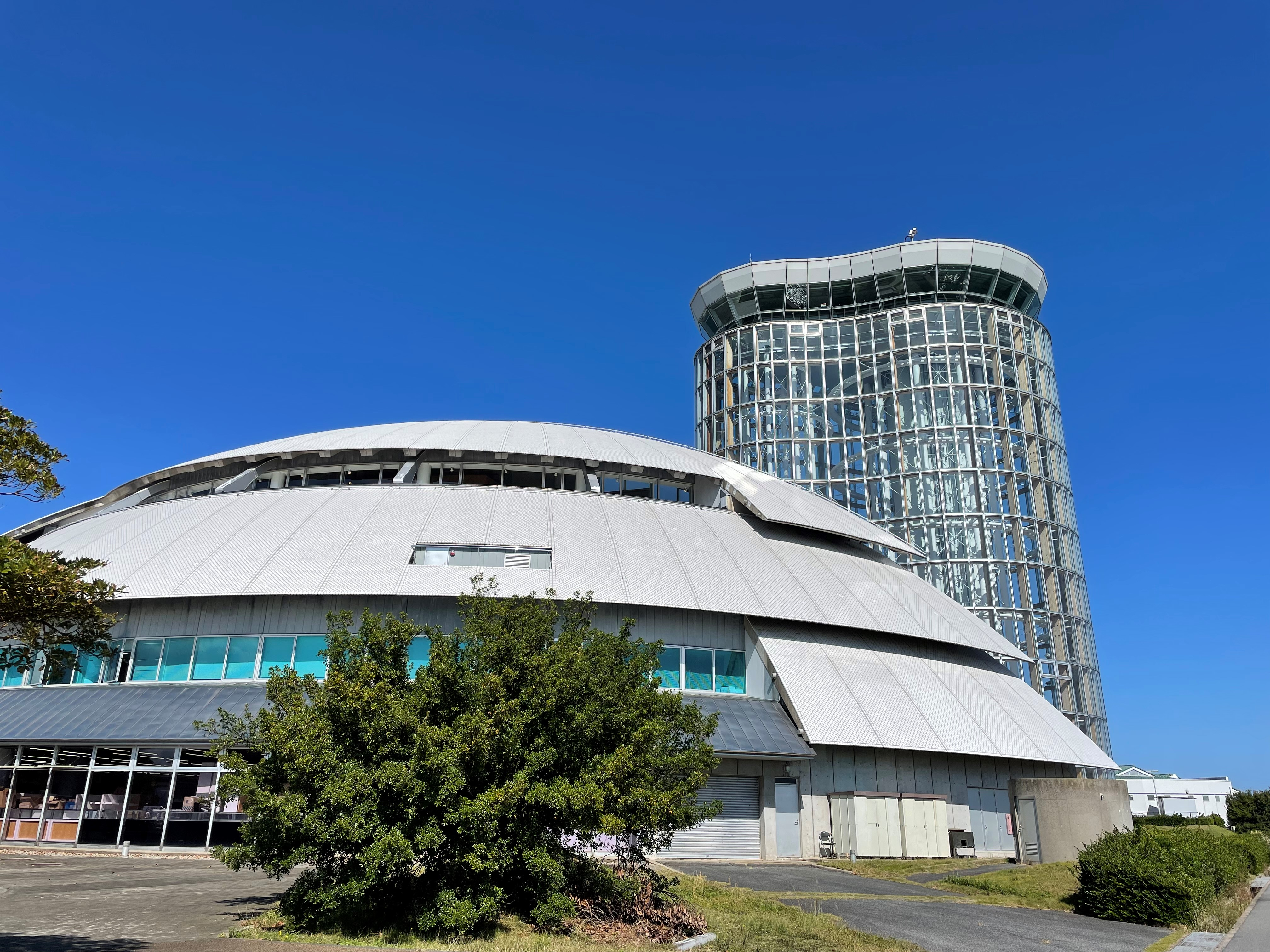
夢みなとタワー

境港竹内工業団地（さかいみなとたけのうちこうぎょうだんち）は鳥取県境港市にある工業団地。
昭和49年中海地区新産業都市建設計画の一環として産業基盤の整備強化を図るため、総事業費約250億円を投じ、約129haの工業用地及び埠頭用地を造成し、1990年度に工事が完了した。
竹内工業団地は、ベニズワイガニ、松葉ガニ、マグロなどが多くとれる漁港で有名な境港（さかいこう）に隣接する工業団地である。境港は、中国の上海港や大連港、韓国の釜山港などの定期航路をもつ。
また団地内には山陰・夢みなと博覧会（1997年）の会場跡地に整備された夢みなと公園があり、博覧会のメインシンボルであった夢みなとタワー（全高43m、展望37m、1998年5月15日開業、全日本タワー協議会加盟のタワーの中で日本一低いタワーとして有名）などが残っている。境港市の観光地である水木しげるロードからも近く観光地としての側面もある。
なお企業誘致は鳥取県企業局、鳥取県商工労働部産業振興戦略総室が行っている。

## 概要
- 所在地：鳥取県境港市竹内団地
- 事業主体：鳥取県企業局
- 面積：総面積83ha/分譲済66ha
- 分譲価格：9,500〜12,340円/m2
- 用途地域：工業専用地域、工業地域、特別業務地区
- 工業用水道：20円/m3

## アクセス
- 境港より約2km
- 米子空港より約4km
- 米子インターチェンジより約20km

## 進出企業
- PLANT
- フジッコフーズ
- カタセイ
- 澤井珈琲
- オーク
- 渡辺食品有限会社
- カワバタ印刷
- 甲陽ケミカル
- 上組
- 双葉運輸
- 味平
- 大和リース
- 境港さかなセンター